# بهرام فریور صدری
بهرام فریورصدری متولد ۲۶ دی‌ماه ۱۳۱۶ در شهرضا، معمار و شهرساز ایرانی است.
بهرام فریورصدری دانش‌آموخته رشته ریاضی دبیرستان هدف تهران در سال ۱۳۳۵ است و فوق‌لیسانس معماری را در دانشکده هنرهای زیبای دانشگاه تهران در سال ۱۳۴۲- آتلیه هوشنگ سیحون- کسب کرده و در ادامه نیز دوره‌های شهرسازی را در لهستان و ژاپن گذراند.
از لحاظ فعالیت‌های حرفه‌ای نیز او که به‌تازگی در ۱۳۴۳ در رشته معماری فارغ‌التحصیل شده‌بود، در همان سال کار حرفه‌ای خود را در دفتر فنی وزارت کشور و در امور طرح‌ریزی شهری آغاز نمود و چند سال بعد به عنوان رئیس امور طرح‌ریزی و شهرسازی وزارت کشور و معاون طرح و برنامه‌ریزی دفتر کل فنی این وزارت‌خانه (۱۳۴۹) به کار خود ادامه داد. در ادامه و پس از پیوستن به دفتر مشاوره معماری در دهه ۵۰، آغازگر انجام پروژه‌های شهرسازی در این شرکت شد، شرکتی که در سال ۱۳۶۰ با ادغام در مؤسسه اوربیس با نام شارستان ادامه فعالیت داد و بهرام فریورصدری سال‌ها در هیئت مدیره آن و به عنوان مدیر عامل فعالیت کرده و تهیه برنامه‌ها و طرح‌های شهری بسیاری را در کشور مدیریت کرده‌است که شاید بتوان انجام مطالعات انتقال پایتخت را به عنوان مهم‌ترین آن‌ها یاد کرد. 
در حال حاضر نیز که او هشتاد و ششمین زادروز خود را می‌گذراند، ریاست هیئت مدیره مهندسین مشاور شارستان و ریاست گروه تخصصی شهرسازی جامعه مهندسان مشاور ایران را داراست.

## برخی فعالیت‌های حرفه‌ای

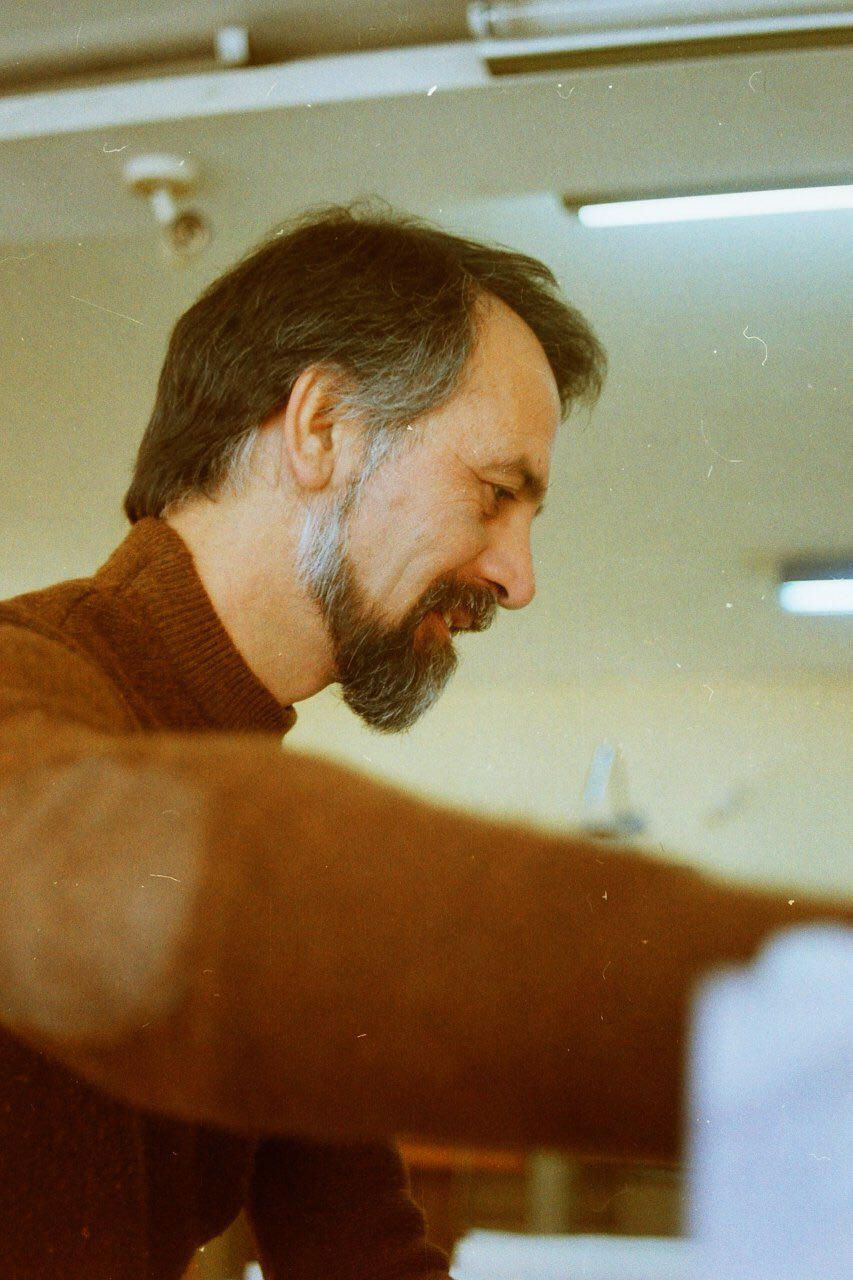
بهرام فریورصدری در دوران جوانی و در حال فعالیت در آتلیه شهرسازی شارستان

از مهم‌ترین سوابق مدیریتی بهرام فریورصدری می‌توان به ریاست امور طرح‌ریزی و شهرسازی وزارت کشور و معاونت طرح و برنامه‌ریزی دفتر کل فنی وزارت کشور بین سال‌های ۱۳۴۹ تا ۱۳۵۲ و عضویت در هیئت مدیره و مدیرعاملی شرکت مهندسین مشاور شارستان از ۱۳۵۴ تاکنون، اشاره کرد. وی در دوران فعالیت حرفه‌ای خود طرح‌های شهرسازی بسیاری را به سرانجام رساند که از مهم‌ترین آن‌ها باید طرح‌های جامع و تفصیلی کرمان، بندرعباس، سیرجان در ۱۳۶۱–۱۳۶۴، برنامه‌ریزی راهبردی شهر جدید مجلسی اصفهان ۱۳۶۷، امکانسنجی انتقال مرکز اداری و سیاسی کشور۱۳۶۸، طرح تفصیلی منطقه ۲۲ در سال ۱۳۸۵، طرح ساختاری-راهبردی شهر قزوین ۱۳۸۶ و طرح ساماندهی و بهسازی بافت کهن کرمان ۱۳۸۷ را نام برد
بهرام فریور صدری تحقیقات و تألیفات متعددی نیز در زمینه شهرسازی و معماری ارائه کرده‌است که باید به مطالعه تیپولوژی بادگیرها و معماری کویری در ایران، بررسی مسائل مربوط به بازارهای ایران، مروری بر جریان برنامه‌ریزی شهری در تهران، و تألیف کتاب تحولات طرح‌ریزی شهری ایران در دوران معاصر اشاره کرد.

## شرح ورود به حرفه

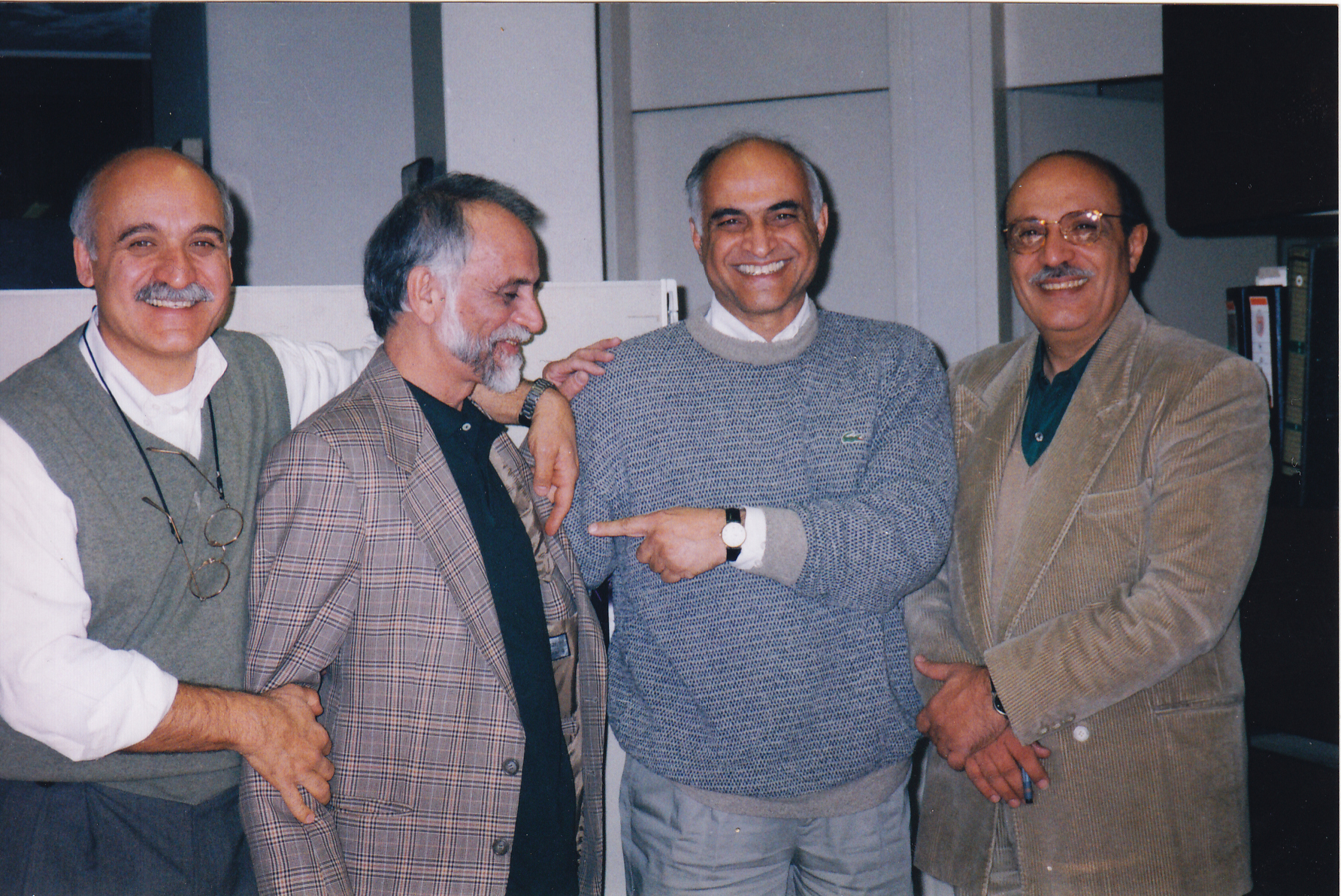
جمعی از هیئت مدیره شارستان- از راست به چپ- کمال‌الدین ایمانی، بهروز احمدی، بهرام فریورصدری و شهریار قدیمی

بهرام فریور صدری در کتاب تحولات طرح‌ریزی شهری ایران در دوران معاصر، ورودش به عرصه شهرسازی را چنین بیان می‌کند: «من در خردادماه ۱۳۴۳ رشته معماری در دانشکده هنرهای زیبا را به پایان رساندم و در آبان‌ماه ۱۳۴۳ به پیشنهاد مهندس سید مرتضی موسوی، کار حرفه‌ای خود را در دفتر فنی وزارت کشور در امور طرح‌ریزی آغاز کردم. دفتر فنی وزارت کشور، ارائه خدمات فنی مورد نیاز شهرداری‌های کشور را به‌عهده داشت که طیف وسیعی از زمینه‌های مختلف و فعالیت‌های عمران شهری، مانند معماری، شهرسازی، تأسیسات و تجهیزات شهری، فضاهای سبز و غیره را شامل می‌شد. گستردگی این فعالیت‌ها در حقیقت مربوط به وظایفی می‌شد که شهرداری‌ها و انجمن‌های شهر- به عنوان حکومت‌های محلی- در رابطه با نظام هدایت و کنترل توسعه شهری به عهده داشتند.
در آن زمان، من هیچ شناختی از شهرسازی نداشتم، به‌ویژه این‌که در دفتر فنی وزارت کشور چگونه به شهرسازی پرداخته می‌شود. یک روز بر حسب اتفاق ملاقاتی با سید مرتضی موسوی داشتم که دوره دانشکده را باهم و در آتلیه سیحون گذرانده بودیم و بین دوستان، او را سید می‌نامیدیم. او برایم توضیح داد که به‌تازگی در وزارت کشور به‌کار مشغول شده‌است و در آن‌جا با یک نفر شهرساز آلمانی به نام فریدریش فایل آشنا شده که مسئولیت تهیه اولین طرح جامع اصفهان را در مهندسان مشاور کوکس به عهده داشته‌است. او پس از اتمام طرح جامع اصفهان، به‌اتفاق کارشناس آلمانی دیگری به نام شِوِر که مطالعات ترافیک طرح را به‌عهده داشت، به دولت ایران پیشنهاد کردند که مایلند در ایران بمانند و به خدمات خود درزمینه شهرسازی ادامه دهند. به این ترتیب، فایل به‌عنوان مشاور وزیر کشور و شِوِر به عنوان مشاور شهردار تهران استخدام و به کار مشغول شدند.
سید وجود فایل را فرصتی استثنایی می‌دانست و پیشنهاد کرد که اگر عده‌ای از دوستان معمار به او بپیوندیم، می‌توانیم مرکزی را برای گسترش فعالیت‌های شهرسازی و ارائه خدمات طرح‌ریزی به شهرداری‌های کشور پایه‌گذاری کنیم. به همین سادگی، راه من از معماری به‌سوی شهرسازی و طرح‌ریزی شهری تغییر یافت.»

## نظرهای جنجالی
طی مصاحبه‌ای با بهرام فریورصدری در مورد منطقه ۲۲، که در کتاب هشتی تهران- چیتگر (۱۳۹۶) قسمت‌هایی از آن به چاپ رسیده‌است وی در مورد ضرورت عدم توسعه مسکونی در منطقه ۲۲ بیان می‌کند که «اراضی منطقه ۲۲ تنها فرصت کلان‌شهر تهران بود و پیش‌نهاد شده‌بود که توسعه مسکونی دیگری در آن‌جا ادامه پیدا نکند! ما هم در مطالعاتمان به همین نتیجه رسیده‌بودیم که توسعه مسکونی در این منطقه متوقف گردد.
دعوا و تنش زیادی در همان‌دوره با شهردار وقت و تعاونی مسکن ارتش داشتیم. در میدان تیر چیتگر، زمین بزرگی آزاد بود که قصد داشتند تبدیل به کاربری مسکونی کنند و ما با آن مخالف بودیم. من همواره گفته‌ام که منطقه ۲۲ تنها فرصت شهر تهران است که اگر آن را همانند یک انگشتر فرض کنیم، میدان تیر، نگین این انگشتر خواهد بود؛ ما باید این محدوده را حفظ کنیم، یعنی ارزشمند است و نباید ساخت وسازهای بی‌برنامه در آن‌جا شکل بگیرد.»
در جایی دیگر در همین کتاب وی در مورد دیدگاه یک برنامه‌ریز شهری در مورد کیفیت ارتباط میان انسان و طبیعت در تهران و به ویژه منطقه ۲۲ بیان می‌کند که «تهران فرزند البرز است، چنان‌که در دامن البرز متولد شده‌است، از مادرش تغذیه کرده، بزرگ شده، رشد کرده و مدیون البرز است؛ اما اکنون پس از گسترش، به مادرش رسیده و به عنوان فرزند ناخلف به او لگد می‌زند! در نتیجه این پدیده باید مهار شود.»
از دیگر نکاتی که بهرام فریورصدری همواره به آن اشاره می‌کند، نبود قانون‌مندی در نظام شهرسازی کشور است به طوری که وی در کتابش، در مورد تجربه تهیه طرح جامع و تفصیلی کرمان می‌نویسد: «سروران من (خطاب به اعضای جلسه)! امروز از شما دعوت کرده‌ام که پس از ارائه گزارش کوتاهی از آنچه در چند سال گذشته در شهر کرمان اتفاق افتاده‌است، به استحضارتان برسانم که من و مهندسین مشاور شارستان از این پس نه برای شهر کرمان و نه برای هیچ شهر دیگری طرح جامع یا تفصیلی به سیاق گذشته تهیه نخواهیم کرد. می‌توانید نسبت به لغو قرارداد، یا اخذ هر تصمیم دیگری که مناسب می‌دانید در این زمینه اقدام کنید!
بیش‌تر حاضرین در جلسه می‌دانستند من چندان هم بیهوده نمی‌گویم، پرسیدند: چرا؟
زیرا به نظر من تهیه طرح جامع و تفصیلی تنها نقشی که به عهده دارد، ریختن آب توبه به دست خلافکاران است!» طرحی توسط مشاور تهیه می‌شود، خوب یا بد، پس از سال‌ها رفت وبرگشت و انجام اصلاحات در آن به تصویب مقام‌های محلی و بالاخره شورایعالی می‌رسد و برای اجرا به سازمان‌های محلی ابلاغ می‌شود. ده- پانزده سال یا بیش‌تر، خلاف، خلاف و خلاف! آنچه توسط مسؤولین صورت می‌گیرد اقداماتی برخلاف پیشنهادهای طرح‌های جامع و تفصیلی است. تا اینکه بالاخره ضرورت بازنگری در آن مطرح می‌شودو مجدداً مهندسان مشاور اقدام به بازنگری و تهیه طرح‌ها می‌کنند. باز هم جدای از کیفیت تهیه طرح، آنچه به سرانجام می‌رسد: خلاف، خلاف، خلاف تا نوبت بعد! خوب در اینجا نقش مهندسان مشاور در این جریان‌ها چیست؟ نهایتاً اینکه من بعد از نزدیک به ۴۰ سال تجربه در این زمینه، دیگر حاضر نخواهم بود در چنین کار بیهوده‌ای مشارکت کنم!

## نظرات دربارهٔ او
در کتاب تحولات طرح‌ریزی شهری ایران در دوران معاصر، کمیته پژوهش توسعه شهری جامعه مهندسان مشاور ایران، بهرام فریورصدری را این گونه معرفی می‌کند: «مهندس بهرام فریور صدری، دانش‌آموخته معماری و شهرسازی دانشگاه تهران، از ابتدای دهه ۱۳۴۰ وارد عرصه شهرسازی کشور شد و اکنون ۵۰ سال (نیم قرن) از آن‌زمان می‌گذرد و پیوسته در کار شهرسازی حضور فعال داشته و منشأ اثرات بسیار در این رشته بوده‌است. علاوه بر دانش شهرسازی، از تجربیات گرانباری نیز در حرفه برخوردار می‌باشد. به‌طوری که انباشت این تجربیات او را صاحب‌نظر تراز اول در شهرسازی کشور ساخته‌است.
از ویژگی‌های شخصیت پخته و آگاه مهندس فریور صدری، صراحت، صداقت و سادگی بیان است، که در رفتار، گفتار و نگرش او بازتاب یافته و اطمینان و اعتماد همگان را در تحلیل واقعیات شهرسازی کشور جلب کرده‌است.
مهندس فریورصدری خود را علمدار پیشکسوتی نمی‌داند و همیشه از فعالیت‌های خود در آن‌دوره از کلمه «ما» یعنی گروه نخستین یاد می‌کند. در سال ۱۳۸۳ جامعه مهندسان شهرسازی وظیفه خود دانست که از گروه نخستین، مراتب قدرشناسی خود را به‌عمل آورد، در یک جلسه مشترک ضمن سپاسگزاری از بزرگان گروه نخستین، مهندس ایرج کلانتری، مهندس یزدان هوشور، مهندس حسین شیخ زین‌الدین، خانم دکتر گیتی اعتماد؛ از مهندس فریورصدری به عنوان پیشکسوت شهرسازی که همواره و پیوسته در این رشته فعال بوده و تلاش پیگیر داشته‌است، یاد کرده و قدردانی و سپاسمندی خود را به جای آورد.»
در بخشی از کتاب نیم قرن شارستان- تداوم و تجربه (۱۳۹۶)، سهراب مشهودی، می‌نویسد: مهم‌ترین ویژگی مهندس صدری و شارستان ارجحیت خود شهرسازی و فعالیت‌های اجتماعی (مرتبط به شهرسازی) بر کار دفترشان در این شاخه است. بدون شک چنان‌چه این همه وقت و نیرو صرف فعالیت‌های عام شهرسازی نمی‌کردند، دفترشان از بُعد مالی بسیار موفق‌تر از حالا می‌بود. لکن ایشان مردم، شهروندان، خود شهرسازی و فعالیت‌های اجتماعی مرتبط به آن را، بر منافع خصوصی خود ترجیح داده‌اند و می‌دهند و کوشش کرده‌اند، این را به اطرافیانشان، از جمله من (که اغلب شاگرد و معاونشان بوده‌ام) تسری دهند. به روزآوری و کارا نمودن فن شهرسازی دغدغه دیگر ایشان و مهندسان مشاور شارستان است، که در تمام طرح‌های این دفتر از جمله مهم‌ترین آن‌ها یعنی تدوین شرح خدمات تیپ ۱۲ شهرسازی در سال ۱۳۶۹ خود را نمایش می‌دهد.